# Савримович, Вера Александровна
Вера Александровна Савримович (в девичестве Калинина; 6 марта 1902, Гатчина, Санкт-Петербургская губерния — 11 ноября 1991, Санкт-Петербург) — советская спортсменка и тренер по академической гребле. Отличник физической культуры (1955). Заслуженный тренер СССР (1956).

## Биография
Родилась 6 марта 1902 года в Гатчине.
Воспитанница Смольного института благородных девиц. После Октябрьской революции обучалась в трудовой школе, по окончании которой поступила работать на фабрику «Красное Знамя».

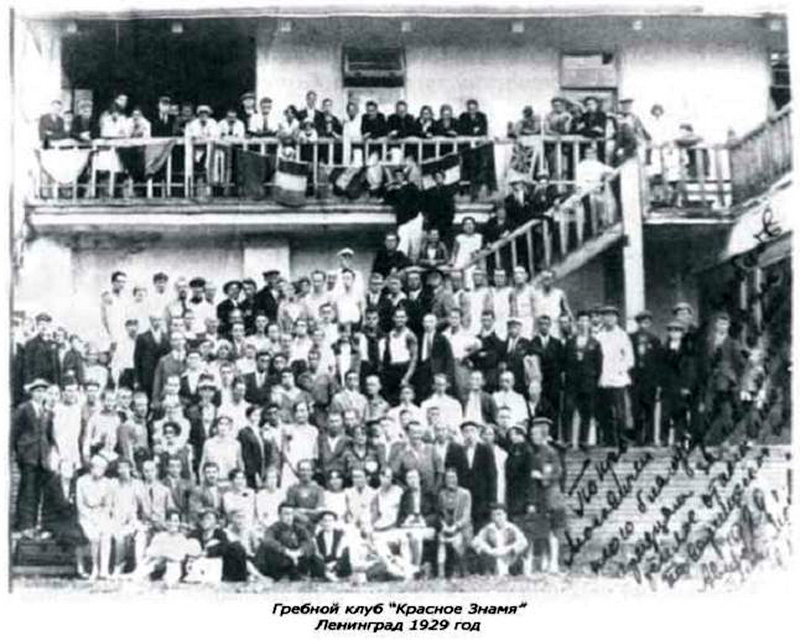
Члены гребного клуба «Красное Знамя», Ленинград, 1929 год

В 1920 году Вера Савримович записалась в гребной клуб «Электрик» (по другим данным «Энергия») и тренировалась у Евгения Салтыкова. В 1925 году стала тренером-общественником этого клуба. Одновременно заочно училась в Институте физической культуры им. Лесгафта. С 1932 года Савримович — инструктор-методист клуба. С 1945 года была тренером ленинградского Дворца пионеров и гребного клуба «Красное Знамя».
Умерла 11 ноября 1991 года в Санкт-Петербурге. Похоронена на Северном кладбище рядом со своим мужем Михаилом Савримовичем (1901—1967).

## Достижения
Двукратная чемпионка Европы (1955, 1956) и восьмикратная чемпионка СССР (1949—1951 и 1953—1956) в женской четвёрке распашной, в мужских четвёрке парной и восьмёрке, завоевав звание чемпионки страны в возрасте 54 лет.
Тренировала чемпиона Олимпиад, Европы и СССР Юрия Тюкалова, многократных чемпионок Европы и СССР Г. Вечерковскую (Путырскую), Л. Блажко (Царапкину), Л. Кирсанову, Л. Вальчук, Н. Денисову (Морозову) и многих других.
В Санкт-Петербурге проводится ежегодная регата Юрия Тюкалова с розыгрышем «Кубка гребного клуба „Знамя“», учреждённого в честь первых тренеров Тюкалова — Веры Савримович и Михаила Савримовича, также участвовавшего в его подготовке.

## Награды
- орден Трудового Красного Знамени (27.04.1957) — «за успехи, достигнутые в деле развития массового физкультурного движения в стране, повышения мастерства советских спортсменов, и успешное выступление на международных соревнованиях»[10].